# Abando
 (mai 2021).

District d'Abando

Abando (également connu comme San Vicente de Abando) est le district numéro 6 de Bilbao. Ancienne elizate et commune de la province de Biscaye qui avait un siège et le vote 34 dans les Juntes générales de Biscaye.

## Histoire
En 1300, on a fondé Bilbao en partie sur des terrains des elizates de Begoña et d'Abando, qui a perdu le quartier de Bilbao La Vieja, mais a conservé la plus grande partie de son extension, jusqu'au XIXe siècle.

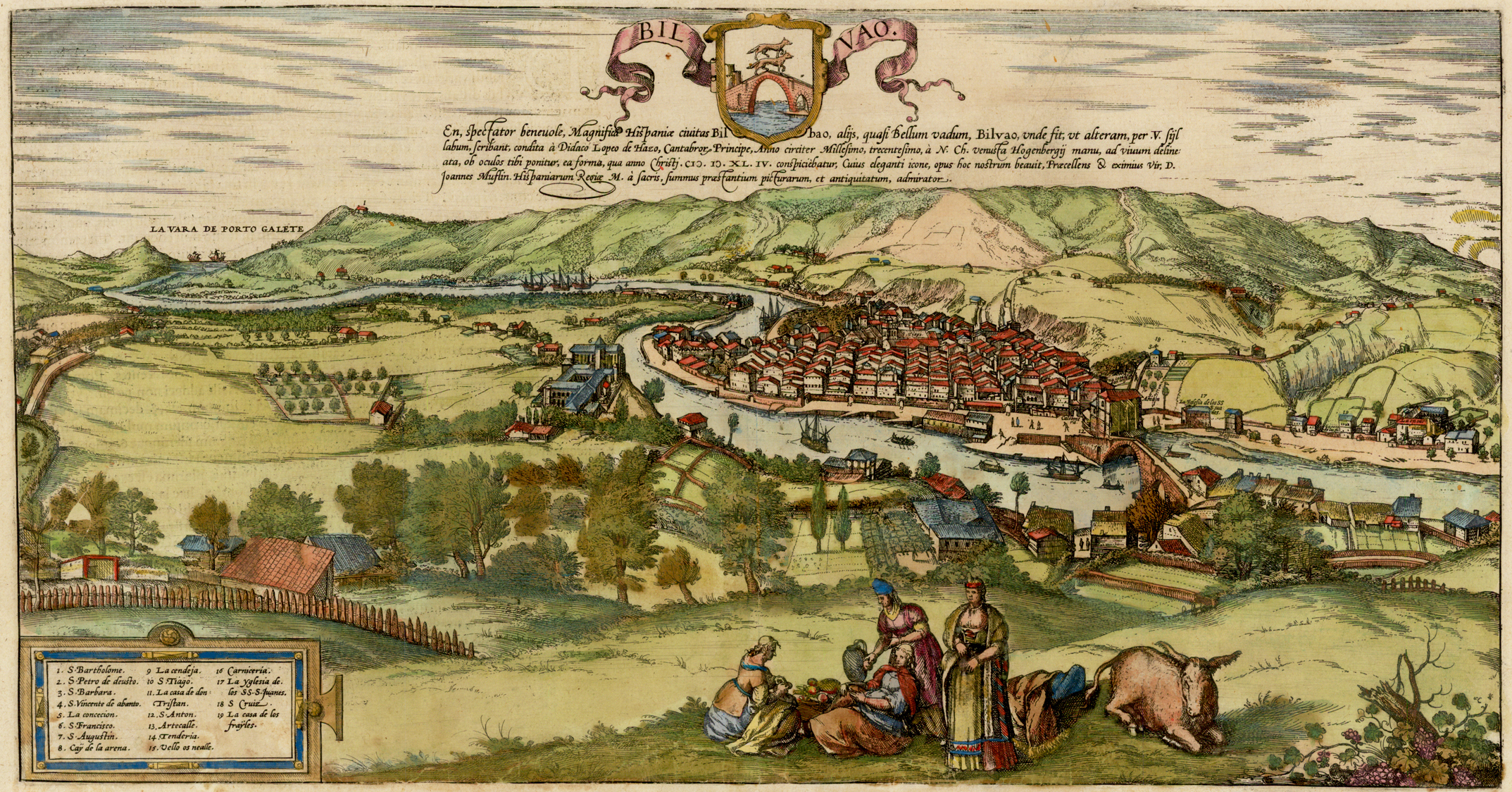
Vu de Bilbao (à droite de l'image) et d'Abando (dans le centre de l'image) en 1575.

Blason de l'ancienne elizate d'Abando.

Au XVIIIe siècle, Abando était l'elizate avec la plus grande population de Biscaye (« 351 foyers » et « 2100 personnes de communion », selon le livre La Historia General de Vizcaya, écrit en 1793 par Juan Ramón Iturriza y Zabala). Cette population était répartie dans les fermes dispersées consacrés à l'agriculture et à l'élevage du bétail. Les seuls noyaux de population dense se trouvaient près de Bilbao la Vieja, le couvent impérial de San Francisco et les chantiers navals situés au bord de la Ria. Elle était composée des quartiers de Bilbao la Vieja, Ibarra, Mena-Urizar-Larrasquitu, Elejabarri, Olabeaga, Zorrotza et Ibaizabal.
Le manque d'espace pour l'expansion de la capitale biscaïenne croissante a fait qu'en 1870 Abando a été annexé par Bilbao. La grande extension de Bilbao s'est déroulée à partir de 1876 dans des terrains d'Abando, et c'est la raison pour laquelle l'actuel centre de la ville de Bilbao est situé dans ce qui a été anciennement le territoire d'Abando.
Les secteurs 6 de Bilbao, 7 et 8, Abando, Rekalde et Basurtu-Zorrotza, sont respectivement situés sur ce qu'était anciennement la commune d'Abando.
Le plus célèbre de l'ancien Abando a été Sabino Arana Goiri, fondateur du Parti nationaliste basque (PNV) et père du nationalisme basque, qui est né dans cette elizate quand elle était encore une commune indépendante et qui a vécu le changement à la suite de l'annexion et de l'expansion de Bilbao.

## Quartiers d'Abando
Abando comprend officiellement deux quartiers : Abando et Indautxu.

## Principales rues
- Gran Vía Don Diego López de Haro
- Alameda de Mazarredo
- Alameda de Recalde
- Alameda de Urquijo
- Rue Elcano
- Rue Ercilla

## Transport

### Autobus
- Bilbobus: Arrêts de Plaza Circular et Plaza Moyúa. Liaison avec tous les autres districts; lignes passant par Abando:

| Ligne | Parcours                      | Fréquence (minutes) |
| ----- | ----------------------------- | ------------------- |
| 01    | Arangoiti - Plaza Circular    | 15´                 |
| 03    | Otxarkoaga - Plaza Circular   | 10´                 |
| 10    | Elorrieta - Plaza Circular    | 15´                 |
| 13    | Txurdinaga - San Ignazio      | 12´                 |
| 18    | San Ignazio - Zorrotza        | 15´                 |
| 26    | Uribarri - Termibus           | 14´                 |
| 30    | Txurdinaga - Miribilla        | 15´                 |
| 40    | Santutxu - Plaza Circular     | 12´                 |
| 50    | Buia - Plaza Circular         | 60´                 |
| 56    | Abusu - Plaza Sagrado Corazón | 10´                 |
| 58    | Monte Caramelo - Atxuri       | 15´                 |
| 62    | Termibus - Arabella           | 20´                 |
| 71    | Miribilla - San Ignazio       | 15´                 |
| 72    | Larraskitu - Castaños         | 12´                 |
| 75    | San Adrian - Atxuri           | 15´                 |
| 76    | Artazu/Xalbador - Plaza Moyúa | 20´                 |
| 77    | Peñascal - Mina del Morro     | 12´                 |
| 85    | Siete Campas - Atxuri         | 20´                 |
| A1    | Asunción - Plaza Circular     | 60´                 |
| A2    | Solokoetxe - Plaza Circular   | 30´                 |
| A3    | Olabeaga - Moyua              | 30´                 |
| A5    | Prim - Plaza Circular         | 30´                 |

Service Nocturne Gautxori:
| Ligne | Parcours                              | Fréquence (minutes) |
| ----- | ------------------------------------- | ------------------- |
| G1    | Arabella - Plaza Moyúa                | 30´                 |
| G2    | Otxarkoaga - Plaza Circular           | 30´                 |
| G3    | Larraskitu - Plaza Circular           | 30´                 |
| G4    | La Peña - Plaza Circular              | 30´                 |
| G5    | San Adrián/Miribilla - Plaza Circular | 30´                 |
| G6    | Altamira/Zorrotza - Plaza Circular    | 30´                 |
| G7    | Mina del Morro - Plaza Circular       | 30´                 |
| G8    | Arangoiti - Plaza Circular            | 30´                 |

- Bizkaibus: liaison avec le Alto Nervión, Rive gauche et le Durangaldea (duranguesado en espagnol). Arrêts dans les gares d'Abando-Indalecio Prieto, et Gran Vía.

### Chemin de fer
- Station d'Abando-Indalecio Prieto
  - Renfe Longue distance
  - Renfe Cercanías Bilbao

| Ligne | Parcours                  | Durée voyage |
| ----- | ------------------------- | ------------ |
| C-1   | Bilbao-Abando - Santurtzi | 22'          |
| C-2   | Bilbao-Abando - Muskiz    | 35'          |
| C-3   | Bilbao-Abando - Orduña    | 45'          |

- Station d'Abando
- Station de Moyua
- Station d'Indautxu
  - Métro de Bilbao

| Ligne | Parcours              | Durée voyage |
| ----- | --------------------- | ------------ |
| L1    | Etxebarri - Plentzia  | 47'          |
| L2    | Etxebarri - Santurtzi | 35'          |

- Arrêt d'Abando
- Arrêt de Pío Baroja
- Arrêt d'Uribitarte
- Arrêt de Guggenheim
- Arrêt d'Abandoibarra
- Arrêt de Euskalduna
- Arrêt de Sabino Arana

- - EuskoTran

| Ligne | Parcours                | Durée voyage |
| ----- | ----------------------- | ------------ |
| A     | Bilbao-Atxuri - Basurto | 16'          |

- Gare de Bilbao-Concordia
  - Feve

| Ligne | Parcours                                                            |
| ----- | ------------------------------------------------------------------- |
| B-1   | Bilbao-Concordia - Balmaseda                                        |
| R-3   | Bilbao-Concordia - Santander                                        |
| R-3b  | Bilbao-Concordia - Karrantza                                        |
| R-4   | Bilbao-Concordia - La Robla (León)                                  |
| T-1   | Transcantabrique Galice - Asturies - Cantabrie - Pays basque - León |

## Principaux équipements culturels
- Musée des Beaux-Arts de Bilbao
- Musée Guggenheim
- Palais Euskalduna

### Articles  connexes
- Bilbao
- Districts de Bilbao (es)